# Cheiloneurus bimaculatus
Cheiloneurus bimaculatus är en stekelart som beskrevs av Hoffer 1970. Cheiloneurus bimaculatus ingår i släktet Cheiloneurus och familjen sköldlussteklar. Inga underarter finns listade i Catalogue of Life.